# Diaz-punt

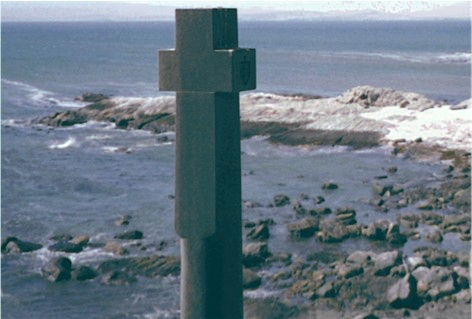
Kruisbeeld op Diaz-point

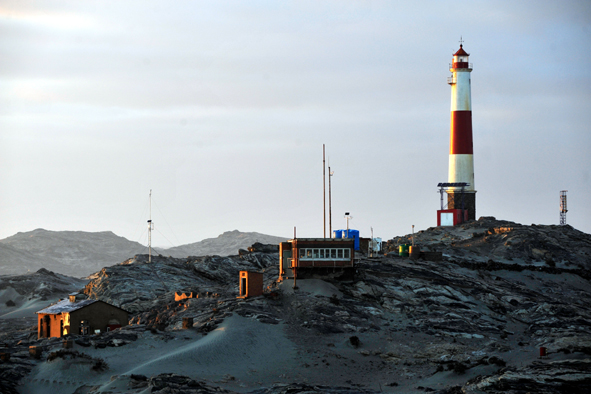
Vuurtoren bij Diaz Point (Lüderitz), Namibië, oktober 2012

Diaz-punt of Diaz point is een oriëntatiepunt nabij Lüderitz in Namibië.
Op zijn opdekkingsreizen langs de kust van Afrika op zoek naar een doorgang naar Indië heeft de Portugees Bartolomeus Dias een aantal gedenktekens achtergelaten. Eén daarvan, een kruisbeeld, werd op 25 juli 1488 opgesteld niet ver van het huidige Lüderitz in Namibië op een landtong die nu Diaz point genoemd wordt.
Omdat het originele beeld zich nu in een museum in Windhoek bevindt, staat er (sinds het Dias-jaar 1988) aan de ongenaakbare kust waar Dias het had geplaatst een kopie.